# Дури (язык)
Дури (масенремпулу) — язык собственно сулавесийской зоны малайско-полинезийских языков, распространённый на юге острова Сулавеси в Индонезии. По данным SIL, в 1991 году на нём говорило 95 тыс. человек. Является престижным языком и находится в активном бытовании.

## Грамматика
Для языка дури характерен порядок слов VSO, составные эргативные конструкции.

## Распространение
Носители языка сосредоточены в районе Энреканг (90 000 из 95 000 носителей), в первую очередь в северной части района, а также в районе Уджунг-Панданг и других районах провинции Южное Сулавеси в Индонезии. Выделяются диалекты чакке и калоси. Язык активно употребляется, будучи престижным языком[уточнить] этнической группы масенремпулу.
Носители языка обитают на горных склонах и занимаются выращиванием овощей, кофе и заливного риса; исповедуют ислам, незначительная часть — христианство.